# Методы ввода японского языка
Ввиду того, что в японском языке используется свыше тысячи символов, обеспечить каждому из них место на клавиатуре не является тривиальной задачей. Вместо этого, в настоящее время основным методом ввода японского текста является ввод при помощи каны (азбуки) или ромадзи (латинских букв) с последующим преобразованием при помощи дополнительного интерфейсного процессора в текст с кандзи (с иероглифами).

## История
В первых образцах японских систем ввода использовались массивные клавиатуры с внушительным числом как самих клавиш, так и количеством символов на каждой из них (см. иллюстрацию). Такие клавиатуры позволяли вводить кандзи напрямую, но ввиду своей громоздкости не получили широкого распространения. Было очевидно, что решение проблемы требовало принципиально иного подхода.
Все изменилось в 1978 году с выходом первого японского текстового процессора Toshiba JW-10 разработки фирмы Toshiba. Применённая в нём система преобразования набранного каной текста в текст с кандзи легла в основу современных систем ввода на японском языке и ныне используется в большом спектре электронных устройств — от персональных компьютеров и мобильных устройств, до информационных киосков.

## Японские клавиатуры
На японских клавиатурах маркируются латинские символы и хирагана. Раскладка JIS (Японский промышленный стандарт) является QWERTY-совместимой: большинство не алфавитно-числовых символов расположено на тех же клавишах, хотя некоторые из них перенесены в другие места. На клавишах с символами Q, W, E, R, T и Y также располагаются символы каны た, て, い, す, か и ん. Латинские символы являются составной частью собственно японской раскладки и обеспечивают возможность ввода ромадзи для автоматического преобразования в японский текст. Таким образом предусмотрена возможность ввода текста как каной (включая хирагану и катакану — так как они являются графическими вариациями одной азбуки, отдельно катаканой клавиши не маркируются), так и ромадзи, после чего он автоматически преобразуется в текст с кандзи. Переключение между тремя режимами обычно осуществляется специальной кнопкой, присутствующей только на японских клавиатурах, однако может быть осуществлено иными способами, предусмотренными ОС.

## Мобильные телефоны

### Кеитаи
Основная система ввода японского текста на кнопочных мобильных телефонах - с использованием цифровой клавиатуры. За каждой цифровой клавишей закреплён ряд символов каны, например ка, ки, ку, кэ, ко для кнопки «2». Символы перебираются быстрым нажатием по кнопке. Каждая кнопка соответствует столбцу в таблице годзюона (5×10), а количество нажатий — строке. Дакутэн, хандакутэн, знаки пунктуации и прочие вводятся таким же образом. Преобразование каны в кандзи происходит при помощи клавиш-стрелок и др.